# Golgotha (film)
Golgotha is een Franse dramafilm uit 1935 onder regie van Julien Duvivier.

## Verhaal
De Romeinse prefect Pontius Pilatus moet oordelen over het lot van Jezus Christus. Hij zwicht voor de wil van het Joodse volk, dat blijft eisen dat hij wordt gekruisigd. 

## Rolverdeling
| Acteur            | Personage           |
| ----------------- | ------------------- |
| Harry Baur        | Herodes             |
| Jean Gabin        | Pontius Pilatus     |
| Robert Le Vigan   | Jezus Christus      |
| Charles Granval   | Kajafas             |
| André Bacqué      | Annas               |
| Hubert Prélier    | Petrus              |
| Lucas Gridoux     | Judas               |
| Edmond Van Daële  | Gerson              |
| Edwige Feuillère  | Claudia Procula     |
| Juliette Verneuil | Maria               |
| Marcel Chabrier   | Jozef van Arimathea |